# Аліта: Бойовий ангел
«Аліта: Бойовий ангел» (англ. Alita: Battle Angel) — американський науково-фантастичний фільм, знятий Робертом Родрігесом за манґою «Бойовий ангел Аліта» Юкіто Кісіро. Прем'єра стрічки в Україні відбулася 14 лютого 2019 року.

## Сюжет
У XXVI столітті, через 300 років після війни Землі з марсіанськими колоністами, все людство проживає в єдиному величезному мегаполісі. Населення живе в скруті, забезпечуючи летюче «небесне місто» Салем над ним, де проживає еліта. Доктор Дайсон Ідо знаходить на звалищі сміття з Салема останки дівчини-кіборга. Він забирає її до своєї клініки для кіборгів, де дає дівчині тіло, що було призначене для його хворої доньки, котра загинула через напад злочинця. Кіборг мало що пам'ятає і Дайсон дає їй ім'я своєї доньки — Аліта. Колишня дружина доктора Ідо, доктор Шірен, не схвалює цього. На відміну від чоловіка, вона влаштовує екстримальні змагання з моторболу, де кіборги нівечать один одного. Так вона сподівається домогтися від свого начальника Вектора переселення в Салем. Аліта знайомиться з помічником Ідо на ім'я Г'юґо, що розбирає програлих в моторболі кіборгів на частини, сподіваючись заробити на них на квиток до Салему. Він показує Аліті місто і вчить грати в вуличний моторбол з друзями. Хоча Аліта спочатку поводиться незграбно, вона швидко обігрує інших, демонструючи надзвичайну силу і спритність.
Аліта зауважує, що Ідо кудись вирушає щоночі та підозрює, що він таємничий вбивця кіборгів. Слідкуючи за ним, дівчина бачить як Ідо потрапляє у засідку. Виявляється, він Мисливець — правоохоронець, який після загибелі доньки взяв на себе обов'язок вбивати кіборгів-злочинців. Аліта рятує доктора і змушує тікати ватажка нападників Гревішку. Під час бою Аліта згадує бій на Місяці. Доктор пояснює, що її серце є втраченою довоєнною технологією, потужним джерелом енергії, розрахованим живити значно сильніше,бойове, тіло.
Г'юґо вирішує повести Аліту за місто, де лежить збитий марсіанський корабель. Дівчина проникає на борт, де знаходить тіло, призначене для неї. Вона просить Ідо пересадити її голову на це тіло, та він відмовляє, адже це давня могутня технологія. Доктор вважає, що Аліта отримала шанс почати нове життя замість жити війною, як колись. Тим часом Гревішку ремонтують в майстерні Вектора при допомозі Шірен. Вектор наказує Гревішці вбити Аліту й принести йому її тіло.
Аліта вирушає в поліцейське представництво Салема, де отримує ліцензію Мисливця. Їм, як і всім жителям, заборонено користуватися вогнепальною зброєю, а за ними наглядають роботи «Центуріони». Разом із Г'юґо Аліта намагається підняти Мисливців на бій з Гревішкою, але той має покровителя у Салемі, тому за Гревішку не призначено нагороди. Мисливці, а особливо манірний Запан, насміхаються з Аліти. Тоді вона влаштовує бійку, в якій долає Запана. Ідо приходить за дівчиною, та в цю мить до представництва вривається Гревішка з наміром привести Вектору Аліту. Мисливці не наважуються заступитися за неї, Гревішка кидає Аліті виклик на бій в підземеллі. Там йому вдається розрізати тіло Аліти, проте дівчина, навіть лишившись без ніг і з однією рукою, ранить лиходія, згадавши слова своєї наставниці завжди боротися до кінця. Г'юґо, Ідо та Мисливці проганяють Гревішку. Тепер доктор змушений дати Аліті нове тіло, що виявляється значно міцнішим і сильнішим за колишнє, та може створювати на руках плазму.
Г'юґо закохується в Аліту, тоді Вектор підмовляє його привести дівчину на змагання з моторболу, думаючи, що там її неодмінно вб'ють. Однак Аліта перемагає суперників, стаючи улюбленицею публіки. Поки триває матч, Г'юґо переосмислює свій заробіток і каже друзям, що більше не розбиратиме мертвих кіборгів. Запан, прагнучи помститися Аліті, звинувачує Г'юґо у вбивствах кіборгів і на нього відкривається полювання Мисливців. Запан намагається вбити хлопця власноруч, але товариш Г'юґо ціною власного життя дає шанс на втечу. Дізнавшись про це, Аліта тікає з арени й вирушає на пошуки Г'юґо. Суперники женуться за нею, але дівчина відбивається. Вона знаходить Г'юґо, коли Запан вже схопив його. Той вимагає, щоб або він або Аліта вбили хлопця як злочинця. Аліта забирає Г'юґо до храму Мисливців, де той зізнається, що не вбивав кіборгів. Дівчина вірить йому, та все ж повинна виконати страту, інакше її саму розстріляють «Центуріони». Шірен чує їх та визнавши в Аліті свою доньку, вигадує як обійти закон.
Аліта виходить з храму, несучи голову Г'юґо. «Центуріони» вважають страту виконаною, та Запан бачить, що Аліта приєднала голову хлопця шлангами до свого серця, підтримуючи в ній життя. Запан намагається відібрати голову, що «Центуріони» трактують як спробу забрати трофей і погрожують розстріляти Запана. Аліта відбирає в Запана його меч і відрубує йому частину обличчя.
Ідо пересаджує голову Г'юґо на кібернетичне тіло і розкриває, що жив з Шірен у Салемі, але був змушений спуститися вниз, оскільки в «небесному місті» не було легального способу врятувати його хвору доньку. Він згадує правителя Салема Нову і Аліта розуміє, що вбивство цієї особи було її завданням. Вона приходить до храму, де знищує «Центуріонів» і дістається до Вектора. Той демонструє мозок Шірен, що буде доставлений Нові як трофей. В цей час нападає Гревішка, але Аліта, огорнувши меч Запана своєю плазмою, розрубує його навпіл. Нова вселяється у Вектора, насміхаючись з Аліти, тоді вона пронизує Вектора зі словами, що той зробив помилку, недооцінивши її.
Повернувшись до Ідо, Аліта дізнається, що Г'юґо вирішив потрапити до Салема по вантажній трубі, яка веде нагору. Згадавши що на цьому шляху є пастка, вона благає його залишитися, проте Нова спускає по трубі леза, котрі розрізають тіло Г'юґо. Аліта хапає хлопця за руку, однак його рука не витримує і він падає.
За якийсь час Аліта повертається на арену моторболу, де стає чемпіонкою. Вона виборює право пробратися в Салем, за чим Нова спостерігає з «небесного міста».

## У ролях
- Роза Салазар — Аліта
- Крістоф Вальц — доктор Дайсон Ідо
- Дженніфер Коннеллі — доктор Шірен
- Магершала Алі — Вектор
- Ед Скрейн — Запан
- Кіан Джонсон — Г'юґо
- Джекі Ерл Гейлі — Гревішка
- Лана Кондор — Койомі
- Джордж Лендеборг — Танджі
- Ейса Гонсалес — Ніссіана
- Рік Юн — майстер Клайв Лі
- Каспер ван Дін — Амок
- Ідара Віктор — Ґерхад
- Джефф Фейгі — МакТіг
- Мішель Родрігес — Гельда
- Джай Кортні — Джашуган (в титрах не зазначений)
- Едвард Нортон — Нова (в титрах не зазначений)

### Дубляж українською мовою
Студія дубляжу — Postmodern Postproduction, перекладач — Олег Колесніков, режисер дубляжу — Людмила Петриченко. Ролі дублювали:
- Аліта — Ганна Кузіна
- Ідо — Юрій Гребельник
- Г'юґо — Андрій Федінчик
- Чірен — Наталія Романько-Кисельова
- Вектор — Роман Чорний
- Запан — Андрій Мостренко
- Танджі — Олександр Солодкий
- Ґревішка — Кирило Нікітенко
- МакТіг, Кінуба — Сергій Кияшко
- Койомі — Оксана Гринько
- Ґерхад — Людмила Петриченко

## Виробництво
У жовтні 2015 року замість Джеймса Кемерона режисером фільму став Роберт Родрігес, водночас Кемерон залишився в проекті як один із його продюсерів.

## Вихід
Вихід фільму в Україні запланований на 14 лютого 2019 року, показ триватиме орієнтовно до 13 березня 2019 року. Фільм демонструватиметься у форматах 2D, 3D, IMAX 3D, OV. Віковий рейтинг — «12+».

## Сприйняття

### Касові збори
За два тижні до виходу фільму в США на вебсайті TheWrap, який посилався на оцінки незалежних трекерів, було висловлено припущення, що фільм при бюджеті, який за різними оцінками складає від 150 до 200 мільйонів доларів, збере менше 25 мільйонів доларів за перші 5 прем'єрних днів прокату в Сполучених Штатах, і чи буде він беззбитковим залежатиме від успіху стрічки в прокаті в країнах Азії (зокрема в Китаї та Японії), де дана франшиза відоміша.

### Відгуки
На агрегаторі оглядів Rotten Tomatoes фільм має рейтинг схвалення 61 %, сформований на основі 315 відгуків, середній рейтинг складає 8,5/10. На вебсайті Metacritic фільм має середнє зважену оцінку 53 зі 100 на основі відгуків 49 критиків, яка вказує на «змішані чи середні відгуки» («mixed or average reviews»).